# Terremoto della Maiella del 1706
Il terremoto della Maiella del 1706 è stato un evento sismico verificatosi il 3 novembre 1706. Si tratta di uno dei più disastrosi terremoti italiani – il maggiore tra quelli che hanno interessato la Valle Peligna – , avvenuto a soli 3 anni di distanza dalla crisi sismica del 1703 che aveva colpito L'Aquila. L'epicentro è stato localizzato sul versante aquilano della Maiella, e precisamente a Campo di Giove, a circa 15 km a est di Sulmona.

## Il terremoto del 1703
Il disastroso terremoto aquilano del 1703 (che causò crolli anche a Sulmona) anticipò il terremoto del 1706 di appena tre anni (unico caso secondo quanto riportato dal database macrosismico italiano).
Tuttavia non si è ancora trovata la faglia responsabile di tale evento. Si può escludere con la quasi totale certezza il sistema di faglie del Morrone, visibile da Sulmona, in quanto non mostrano segni di recente attivazione, pur mostrando alcuni segmenti, segni di attività tardo-quaternaria, il che lascia supporre che siano ancora attive. Si suppone che l'ultimo evento sismico che interessò questa faglia sia databile intorno al I secolo d.C. (database DBMI dell'INGV).
Comunque il tempo di ritorno, ossia il tempo che intercorre tra un sisma disastroso e l'altro è, come per la maggioranza delle faglie appenniniche, di circa 1 000-2 000 anni. Poiché la genesi di un sisma dipende dalla rottura di un materiale, tutto è riconducibile allo stato di sforzo che interessa la litosfera. Questo vuol dire che un sisma su una faglia modifica lo stato di sforzo delle faglie più vicine, causando un anticipo o ritardo dell'evento caratteristico di queste ultime. Tuttavia l'entità della modificazione varia a seconda della direzione ed è difficilmente stimabile in quanto è impossibile avere due sismi uguali, anche a parità di magnitudo sulla stessa sorgente. Per questo motivo è difficile stabilire in che modo l'evento del 1703 abbia influenzato la Maiella, quindi non è corretto parlare di evento premonitore, quanto più di un evento casuale.
Occorre inoltre considerare che la faglia della Maiella non è contigua a quella responsabile del terremoto del 1703, quindi l'entità degli sforzi indotti da quest'ultima su quella responsabile del terremoto del 1706 sarebbe trascurabile.

## Descrizione
Il terremoto del 1706 fu il primo terremoto che interessò la Valle Peligna di cui si hanno precise fonti.
I terremoti avvenuti precedentemente all'interno del bacino risalivano al I secolo d.C. e all'epoca preistorica, di cui non si hanno fonti, ma solo effetti paleosismici. Infatti, nei secoli precedenti, i violenti terremoti che avevano scosso l'Abruzzo avevano avuto spesso come epicentro l'aquilano o le zone limitrofe, facendosi sentire comunque anche sul Morrone (ad esempio nel 1456 un terremoto rese pericolante la chiesa di San Francesco della Scarpa a Sulmona, che poi nel 1461 un altro terremoto fece crollare). Nel caso del 1706, a parte il terremoto aquilano antecedente, non ci fu nessun'altra scossa, mentre si riportano numerose testimonianze di ripetute scosse di bassa intensità nei giorni immediatamente precedenti la scossa principale, riportati da documenti canonici conservati nella cattedrale dell'Aquila, mentre i documenti locali non riportano nulla (da ricordare che gli archivi di Sulmona andarono distrutti nel terremoto e solo pochissimo si salvò). Le scosse furono due: la più forte fu proprio la prima.
La prima scossa si verificò alle ore 13:00 del giorno 3 novembre. L'esatto orario fu stabilito durante un convegno tenutosi a Sulmona il 3 novembre 2006, nel 300º anniversario del terremoto, mettendo a tacere le precedenti fonti che ritenevano il terremoto avvenuto a tarda sera, tra le 21:00 e le 3:50 del giorno seguente. Tale confusione è stata generata dal differente metodo di suddivisione del giorno utilizzato all'epoca rispetto al metodo contemporaneo. Infatti, nel Settecento era in uso il metodo delle ore italiche, che faceva coincidere le ore 24 con il crepuscolo (mezz'ora dopo il tramonto). Nella metà del XVIII secolo tale metodo fu soppiantato da quello delle ore alla francese che fanno coincidere le ore 12 con il massimo dell'altezza del Sole sopra l'orizzonte.
I giorni precedenti erano passati tranquilli: il 1º novembre era stata celebrata la festa di Ognissanti e l'Arciconfraternita della Santissima Trinità a Sulmona organizzò la tradizionale processione che dalla loro chiesa andava al cimitero e poi tornava indietro. Il 2, invece, alla commemorazione dei defunti vi furono rituali familiari diffusissimi in Abruzzo come omaggio ai propri cari deceduti. La scossa del 3 novembre sorprese la popolazione, intenta a pranzare o a fare un riposo pomeridiano: pochissime persone avevano idea di fare una passeggiata, anche perché in queste zone novembre è un mese molto freddo.
L'epicentro fu stimato in una zona prossima alla Maiella, nei pressi di Campo di Giove, pittoresco borgo a pochi chilometri da Sulmona. Durò circa 15-20 secondi, «il tempo di un Pater Noster», come scrisse Antonio De Nino nella sua  Vecchia Sulmona. La devastazione fu quasi totale: Campo di Giove interamente distrutta, Sulmona fu devastata e rimase il centro più terremotato, in tutti i piccoli borghi della Valle Peligna vi furono danni enormi (crolli, edifici inagibili, ecc.). Il terremoto provocò danni nelle zone limitrofe e si fece sentire fino all'Aquila (dove comunque non successe nulla, visto che gli edifici erano già crollati col terremoto del 1703 ed era iniziata da poco la ricostruzione); danni gravi, spesso crolli, si registrarono nelle attuali province di Pescara e Chieti (all'epoca sita in Abruzzo Citeriore). Il sisma fu distintamente avvertito anche nell'allora "Stato di Atri" fino alle Marche, non provocando comunque danni. Anche nel Lazio e nel Molise si fece sentire, a volte provocando qualche danno. I morti, nella sola Sulmona, ammontarono a 1 150 circa su un totale di 2 400, un numero comunque "piccolo" se paragonato al numero degli abitanti, 9 000-10 000. Nelle altre città i morti superarono spesso il centinaio, anche se non per tutti abbiamo relativa documentazione.
La seconda scossa avvenne alle ore 3:00 del 4 novembre: questa volta l'epicentro si spostò un po' più a sud e diminuì anche l'intensità, ma comunque fu anch'essa distruttiva: quelle località dove la prima scossa aveva provocato già danni gravi, crollarono totalmente o parzialmente a causa di questa seconda scossa. Le zone maggiormente colpite furono le zone della Maiella e quelle lungo il versante chietino del Morrone. La seconda scossa provocò danni anche in altre zone dove la prima scossa si era sentita ma non aveva fatto granché. Anche il numero dei morti aumentò. Dalla seconda scossa comunque la zona peligna non subì nulla, visto che il terremoto delle 13:00 aveva già provocato morte e distruzioni.

## Danni, vittime e feriti
I danni maggiori li patì l'Abruzzo, specialmente la Valle Peligna. Danni gravi si registrarono comunque anche nel Lazio, nel Molise e nella Capitanata (nord della Puglia).
Abruzzo
- Anversa degli Abruzzi: crolla il castello (ne rimangono pochissimi ruderi), danni in tutto l'abitato;
- Bugnara: gravemente danneggiato;
- Campo di Giove: epicentro del sisma, fu letteralmente distrutto: rimase in piedi solo una parte di Palazzo Nanni. Si dice che alcuni massi si staccarono dalla montagna sovrastante. Molti feriti (numero non disponibile);
- Cansano: quasi del tutto raso al suolo, rimasero in piedi, seppur danneggiati, Palazzo Teseo, il torrione del castello e le porte del centro fortificato (crollate poi col sisma del 1933). La maggior parte degli edifici dovette essere ricostruita ex novo, compresa la chiesa di San Salvatore, come recita l'iscrizione "a terremotu corruit et un[iversi]tas a planta redegit  ·  a.d. 1739";
- Castelvecchio Subequo: crolla la chiesa di San Francesco (rimangono in piedi solo la facciata, la cappella di Santa Maria e gli altari laterali). Crollano anche alcune piccole case, per il resto crepe e caduta di calcinacci. Si registrarono morti e feriti (numero non disponibile);
- Castiglione a Casauria: danni all'abbazia di San Clemente a Casauria;
- Chieti: alcuni edifici, seppur pochi, risultarono inagibili; crolla la parte superiore del campanile della cattedrale di San Giustino, che presenta evidenti crepe all'esterno. Pericolante il campanile di Santa Trinità. Alcuni edifici si inclinarono ma non caddero giù. La tradizione vuole che il terremoto non provocò altri danni per il tempestivo intervento di San Giustino, apparso sopra Chieti;
- Città Sant'Angelo: fu un caso sorprendente di come Città Sant'Angelo subì danni molto gravi dal sisma, mentre la vicinissima Atri non patì nulla. A Città Sant'Angelo crollò la cuspide del campanile della collegiata e la navata sinistra della suddetta chiesa, vennero giù anche le chiese di San Francesco e San Bernardo. Quasi tutte le abitazioni risultarono fortemente danneggiate, mentre le altre chiese furono inagibili;
- Cocullo: danni gravi alla chiesa di Santa Maria delle Grazie, inagibile la chiesa di San Domenico Abate e piccoli crolli nell'abitato;
- Corfinio: danni alla chiesa di San Pelino, detta Basilica Valvense e prima cattedrale della Diocesi di Sulmona-Valva, crolla la chiesa di San Martino, inagibile e devastata all'interno la chiesa di Santa Maria del Soccorso, danni più o meno gravi alle abitazioni. Si registrarono feriti (e morti?) (numero non disponibile);
- Fara San Martino: per questo borgo, come anche per quelli del versante chietino e pescarese, la scossa più distruttiva fu la seconda. A Fara la metà del paese crollò, l'altra metà era inagibile. La chiesa di San Remigio era inagibile e con piccoli crolli, quella dell'Annunziata si era sbriciolata, mentre quella di San Rocco riuscì a rimanere in piedi pur presentando crepe. Furono danneggiati anche alcuni palazzi e locali sede di attività. Crolla buona parte dell'abbazia di San Martino. I morti furono 5 e i feriti 120;
- Fossacesia: fu l'unico centro della costa danneggiato. Nel piccolo paese l'abbazia di San Giovanni in Venere risulta inagibile e ciò ne accentua la decadenza;
- Gamberale: l'abitato è totalmente raso al suolo, con oltre un centinaio di morti[6];
- Guardiagrele: già gravemente danneggiato nel 1703, il terremoto del 1706 provocò il crollo di alcuni edifici: andarono giù l'interno del duomo, delle chiese di San Francesco, Sant'Antonio, dei Cappuccini. Crollarono completamente la chiesa di San Nicola e il Palazzo Vitacolonna. Crepe nella chiesa di San Silvestro;
- Lama dei Peligni: danni gravissimi, solo pochi edifici rimasero in piedi. Inoltre vi fu uno smottamento che fece crollare altri edifici rimasti in piedi. I morti furono 130 e i feriti 120;

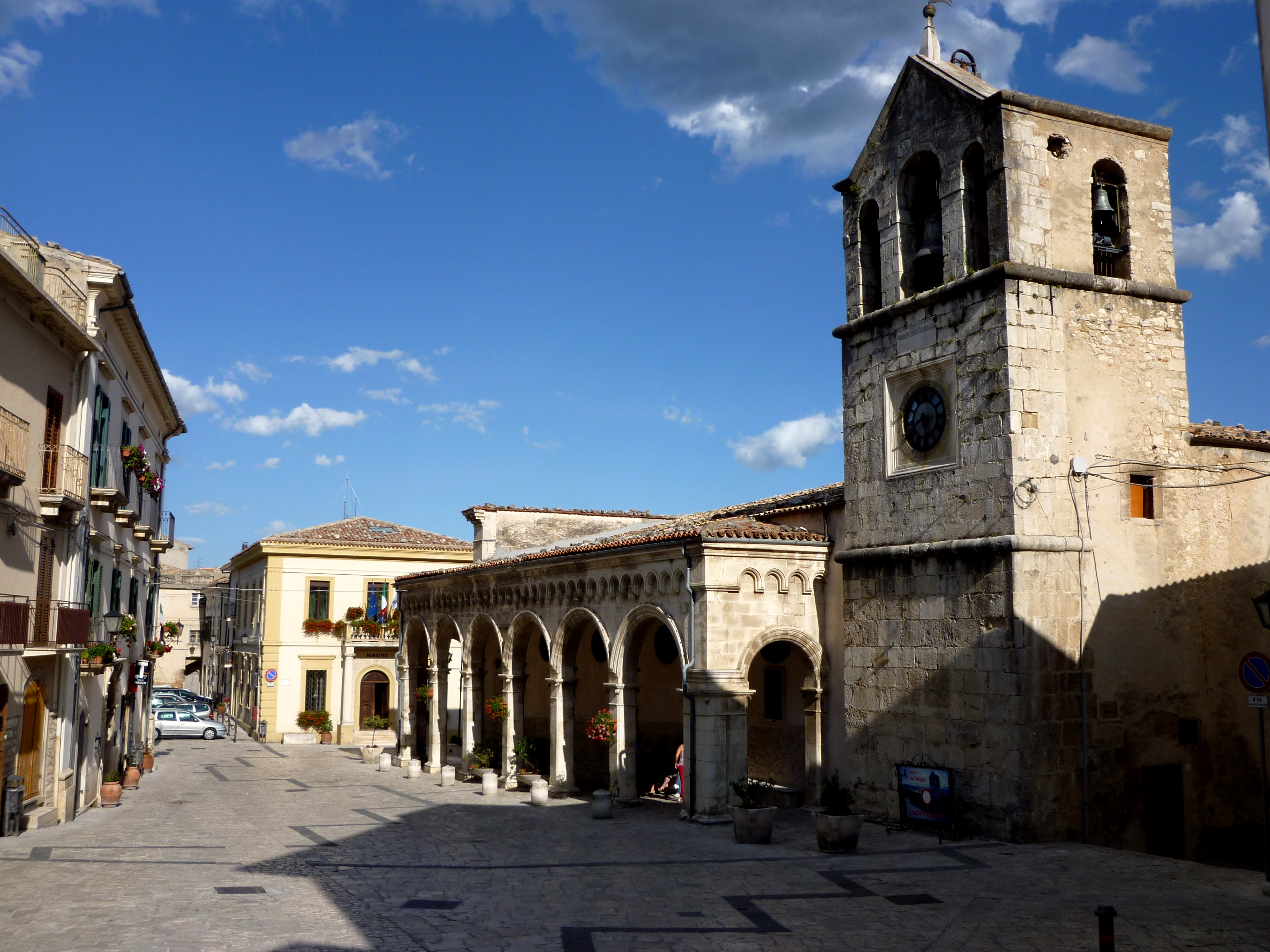
La piazza Umberto I e la chiesa dei Santi Nicola e Clemente a Lama dei Peligni. La chiesa fu ricostruita e divenne sede parrocchiale dopo la frana del borgo di Lama Vecchio

- Lettopalena: danni, 60 morti e alcuni feriti;
- Pacentro: crollano le chiese, alcune abitazioni e il castello. Si registrarono morti e feriti (numero non disponibile);

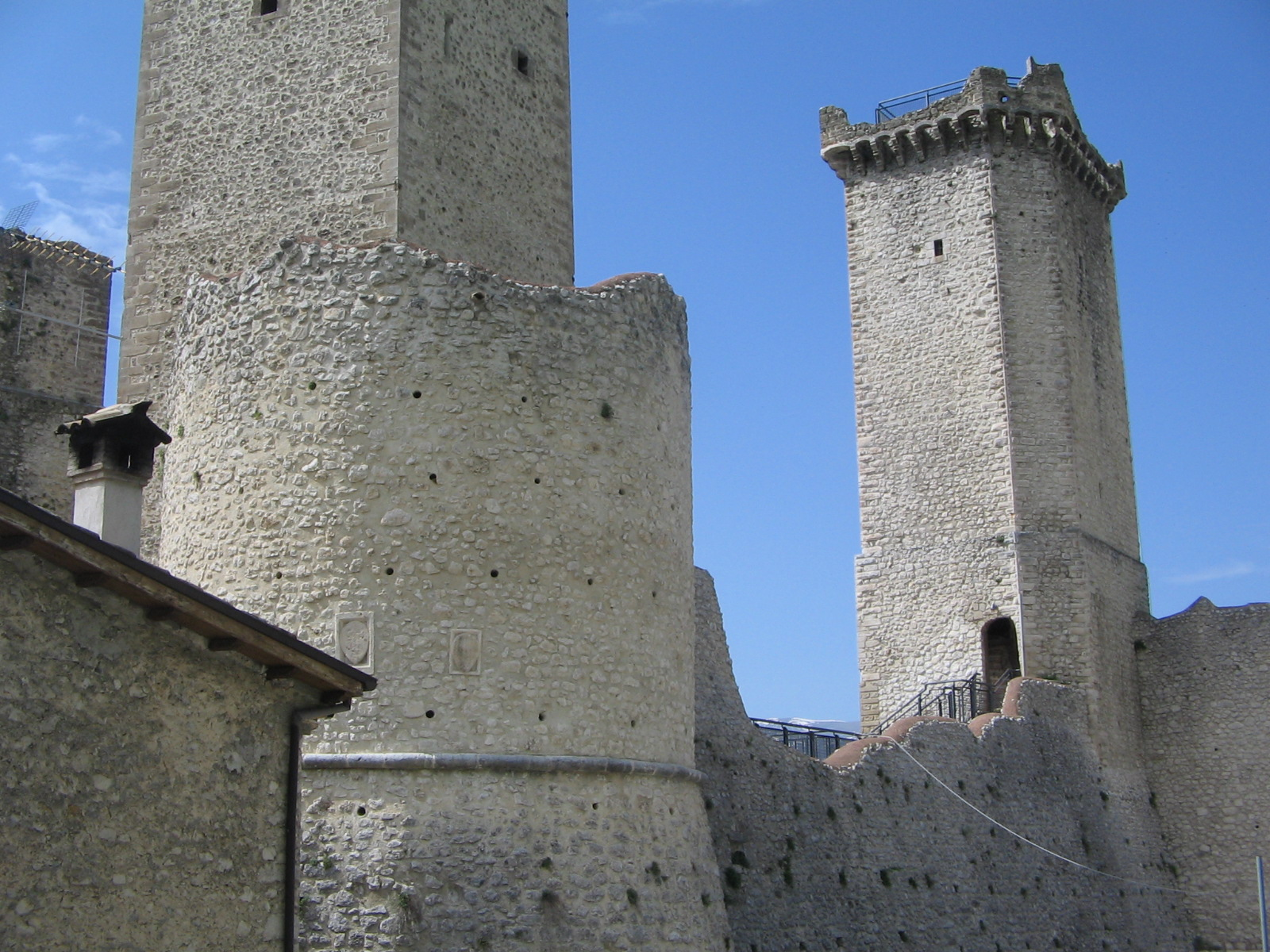
Il Castello Caldora di Pacentro, nella forma attuale dopo il terremoto

- Palena: gravi danni, i morti furono 300 e i feriti 100, su una popolazione di circa 450 abitanti;
- Pescocostanzo: crolla il soffitto della collegiata, cancellando così quasi tutte le testimonianze medievali della chiesa. Crollano anche alcuni palazzi, mentre altri sono inagibili. Piccoli crolli e inagibilità anche nella chiesa del Suffragio. Reggono bene, invece, gli altri palazzi e chiese, pur riportando a volte delle crepe.  Si registrarono morti e feriti (numero non disponibile);
- Pettorano sul Gizio: il centro è in buona parte distrutto, soprattutto a causa di un incendio scoppiato in seguito alla scossa, ma una parte rimane anche se inagibile. Sopravvive, seppur danneggiato, il castello. Si registrarono morti e feriti (numero non disponibile);
- Popoli: crollano le chiese della Trinità e San Lorenzo. Viene giù quasi tutta la parte alta della facciata della chiesa di San Francesco, mentre il castello (abbandonato da tempo) presenta crolli molto diffusi. Crollano anche alcune abitazioni; i cronisti popolesi riportarono il decesso di 120 persone, mentre altre 130 riportarono ferite;
- Pratola Peligna: i danni non furono molti, forse perché durante quel periodo la città era un "cantiere aperto" visto che si stava procedendo alla ricostruzione o alla ristrutturazione di alcuni edifici. Risultarono comunque danneggiati, inagibili e in parte crollati, il primitivo santuario della Madonna della Libera, diversi oratori e alcuni palazzi. Non riuscirono a reggere invece le case popolari dove viveva buona parte della popolazione. Si registrarono morti e feriti (numero non disponibile);
- Prezza: crollano la chiesa di Santa Lucia e quella di San Giuseppe (di cui comunque rimane in parte in piedi l'interno). Rimane intatta la statua di Santa Lucia, miracolosa, nonostante le macerie che le cadono addosso. Il 90% dell'abitato crolla, il resto è inagibile. Rimane in piedi e intatta solo la chiesa di Santa Maria del Colle. Si registrarono morti e feriti (numero non disponibile);
- Raiano: quasi tutto il paese crolla, anche le chiese. L'eremo di San Venanzio rimase in piedi ma risultò inagibile. Si registrarono morti e feriti (numero non disponibile);
- Rivisondoli: crolla tutto il paese. Si registrarono morti e feriti (numero non disponibile);
- Roccacasale: a breve distanza da Sulmona, il centro risulta devastato e inagibile, il castello crolla in buona parte e la sua decadenza si accentua, annientate le chiese;
- Roccaraso: crolla mentre era ancora in costruzione dopo che il terremoto del 1703 l'aveva distrutta. Crolla parzialmente anche la chiesa di San Bernardino. Si registrarono morti e feriti (numero non disponibile);
- Salle: la situazione del centro fu gravissima e sembra che ancora nel Novecento conservasse i danni di quella calamità. Crollarono le chiese. Si registrarono morti e feriti (numero non disponibile);
- Scanno: le chiese risultano fortemente danneggiate, soprattutto quella di Santa Maria in Valle. Crolli anche nella chiesa della Madonna del Lago;
- Sulmona: non fu completamente distrutta, ma risultò il centro maggiormente colpito: fu perduto più di 3/4 del patrimonio edilizio, facendo scomparire anche quegli edifici che avevano fatto meritare alla città l'appellativo di Siena degli Abruzzi o Siena d'Abruzzo[7] per aver avuto uno sviluppo culturale pari a quello di Siena. A causa della gran polvere che si alzò, all'inizio non ci si rese conto dell'immane disastro che segnò profondamente la storia della città. Solo dopo ci si accorse che Sulmona era ridotta a cumuli di macerie, con qualche edificio scampato miracolosamente ma comunque sempre danneggiato. Crollarono la cattedrale di San Panfilo, di cui rimase solo la facciata, il palazzo vescovile, la chiesa del complesso della Santissima Annunziata, le chiese di San Francesco della Scarpa, San Filippo Neri, Sant'Agostino, Santa Chiara, Santa Caterina, Santissima Trinità, Santa Maria del Carmine, Badia Morronese, l'oratorio di San Rocco. Inoltre crollarono anche alcuni palazzi, principalmente affacciati lungo corso Ovidio e l'attuale piazza Garibaldi, le mura furono sbrecciate mentre le porte in larga parte riuscirono a rimanere in piedi, pur presentando notevoli danni (tranne Porta Napoli); crollarono anche il campanile di Santa Maria della Tomba, l'annessa cappella della Madonna di Loreto e la casa della confraternita lauretana (i cui resti si ammirano tuttora). Solo pochi edifici, che riportarono comunque danni come già detto, rimasero in piedi: la chiesa di Santa Maria della Tomba, il campanile dell'Annunziata, il palazzo del complesso della Santissima Annunziata, la facciata e il campanile di San Francesco della Scarpa, il campanile della Badia Morronese, il portale di Sant'Agostino (trasferito nel 1883 in San Filippo), la facciata della cattedrale, la cripta di quest'ultimo, l'acquedotto svevo, Porta Napoli, la chiesa dell'Incoronata, la chiesa di San Giovanni e la chiesa di San Gaetano. Inoltre rimasero in piedi anche alcuni palazzetti medievali e rinascimentali che si trovavano nel cuore del centro storico e la fontana del vecchio (1478). I morti furono 1 000 circa, i feriti e i senzatetto incalcolabili;

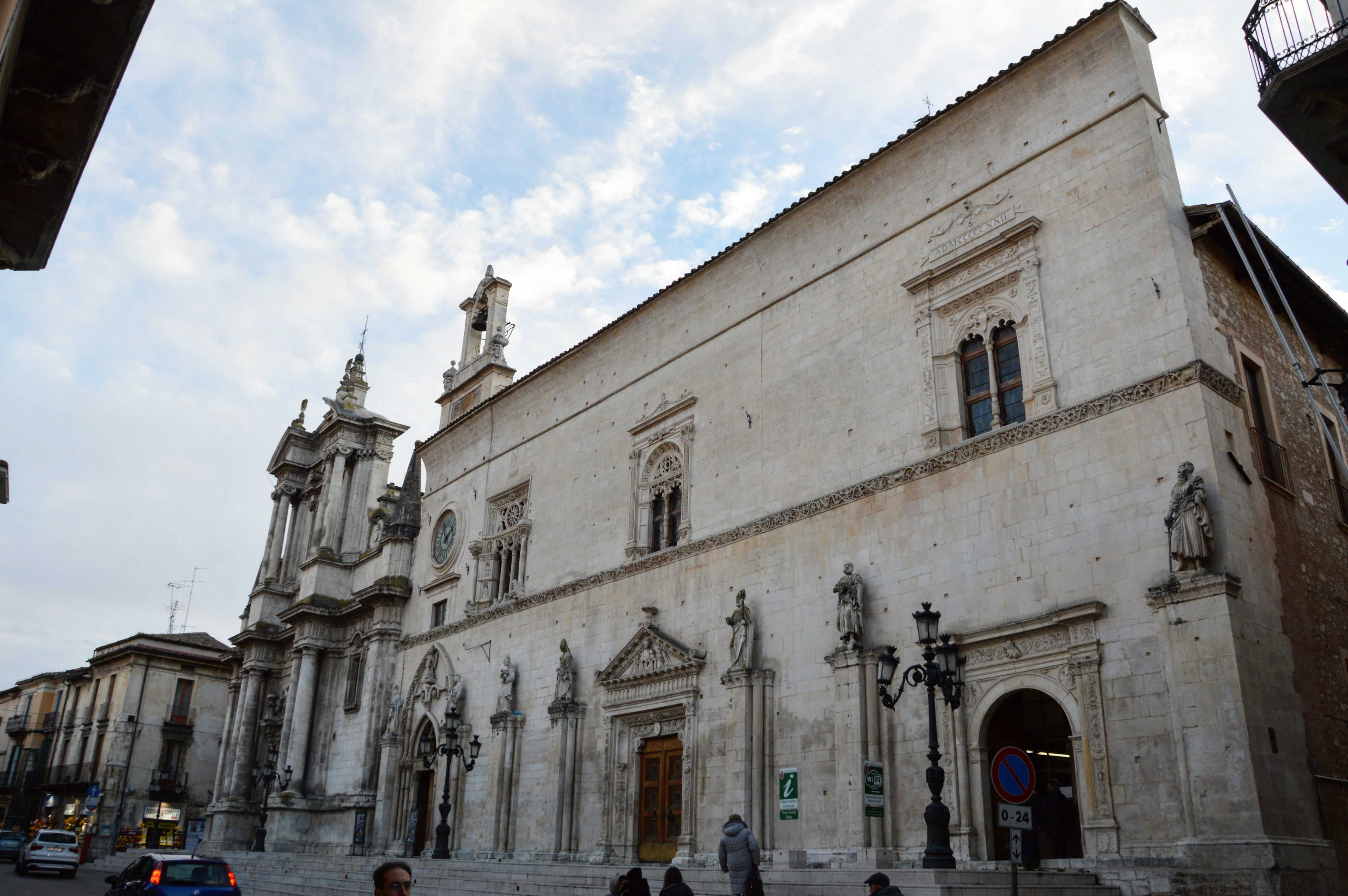
Il complesso della Santissima Annunziata a Sulmona, nella ricostruzione neogotica dopo il terremoto

- Taranta Peligna: crollò la chiesa di San Biagio, di cui rimase la facciata, e vi furono gravi danni. 100 morti e poco più di 100 feriti;
- Tocco da Casauria: il paese risulta gravemente danneggiato, la periferia dell'abitato crolla, danni ingenti e crolli nella chiesa di Sant'Eustachio, nel castello e in modo più lieve alle altre chiese. Si registrarono morti e feriti (numero non disponibile);
- Villalago: il centro fu gravemente danneggiato. In buona parte però i vari edifici riescono a resistere alla scossa;
- Vittorito: il paese risultò quasi del tutto inagibile; alcuni crolli, i maggiori nella parrocchiale. I morti forse non ci furono, ma qualcuno rimase ferito.

Lazio
- Cassino: distintamente avvertito, vi fu comunque nell'abbazia di Montecassino qualche piccola caduta di intonaco e qualche crepa;
- Sora: avvertito, provocò crepe, caduta di intonaci e spesso di alcuni elementi decorativi nelle facciate di edifici.

Molise
- Acquaviva d'Isernia: inagibile il castello;
- Agnone: la chiesa di Santa Croce è inagibile, mentre sono pericolanti il campanile e l'annesso ospedale; la chiesa di Sant'Emidio ha il crollo parziale del soffitto, quelle dell'Assunta e di San Nicola sono inagibili; crolla il campanile della chiesa di San Marco;
- Bagnoli del Trigno: crollano il palazzo baronale e numerosi altri edifici;
- Campobasso: minimi crolli, senza vittime e né particolari danni;
- Campodipietra: crolla la chiesa di San Martino;
- Capracotta: inagibile il palazzo baronale, devastata e con dei crolli la chiesa di Santa Maria di Loreto;
- Ferrazzano: crepe nella chiesa dell'Assunta;
- Guglionesi: inagibilità per la chiesa di Santa Maria Maggiore;
- Isernia: crolla l'interno della chiesa di San Francesco, inagibile il convento di Santa Maria delle Monache, danneggiata la cattedrale, crepe in alcuni edifici;
- Larino: inagibili le chiese di Santo Stefano e San Francesco, semicrollato il palazzo ducale;
- Limosano: semicrollate le chiese di Santa Maria e San Francesco;
- Lucito: inagibile la chiesa di San Nicola, dove vi sono alcuni crolli;
- Morrone del Sannio: inagibile la chiesa di Santa Maria in Casalpiano;
- Petrella Tifernina: gravemente danneggiata la chiesa di San Giorgio;
- Rocchetta a Volturno: distrutta l'abbazia di San Vincenzo al Volturno; la chiesa era già stata distrutta tre volte dai terremoti e tutto ciò ne accentua la decadenza;
- San Giuliano di Puglia: crolla quasi del tutto la chiesa di San Giuliano, che da tempo era ormai in completo abbandono;
- Santa Croce di Magliano: gravissimi danni alla torre medievale;
- Sepino: crolla la parte superiore del campanile della chiesa di Santa Cristina;
- Termoli: crolli all'interno del duomo;
- Torella del Sannio: inagibile, con piccoli crolli, il castello;
- Trivento: crolla buona parte del duomo;
- Venafro: la scossa più devastante fu la seconda: crollarono parte della facciata della chiesa dell'Annunziata e risultarono gravemente danneggiati la chiesa di San Nicandro, il convento dei Cappuccini e alcune sale al piano terra del Castello Pandone. Inagibile, con piccoli crolli, la chiesa del Cristo.

Puglia
- Capitanata: alcuni centri, quelli al confine con il Molise, avvertirono la scossa, riportando crepe e piccole cadute di intonaco.